# Hedysarum talassicum
Hedysarum talassicum là một loài thực vật có hoa trong họ Đậu. Loài này được Nikitina & Sultanova miêu tả khoa học đầu tiên.